# Monocerotesa levata
Monocerotesa levata là một loài bướm đêm trong họ Geometridae.